# 天相二
天相二（六分儀座α）是在赤道上的星座，六分儀座最亮的星。它的視星等為4.49，在黑暗的天空裡能以裸眼直接看見。根據視差測量得到這顆恆星的距離大約是280光年。它位於天球赤道南方不到四分之一度的距離，因此非正式的被認為是顆"赤道星"；在1900年，它在赤道北方7弧分。由於地球轉軸傾角的變化結果，它於1923年12月越過天球赤道進入南半球的天空。
這是一顆演化成為A型巨星的恆星，光譜類型為A0III。它的質量大約是太陽的3倍，半徑是太陽的4.5倍。元素的豐度與太陽相似。 來自外大氣層9,984K的有效溫度上，輻射是太陽的120倍。天相二的年齡大約是2億9500萬年，投影自轉速度為每秒21公里。

## 外部連結
- Astronomy Knowledge Database